# Сицкий, Василий Иванович
Василий Иванович Сицкий (ум. 1608) — князь, сын князя Ивана Васильевича Сицкого и Евфимии Никитичны Романовой.

## Биография
Впервые упомянут в 1601 году. В этом году Романовых постигла опала от царя Бориса Годунова. Пострадали и их родственники, в числе которых был и родители Василия. Его отец, Иван Васильевич, с женой и Василием были привезены из Астрахани, где князь Иван Васильевич Сицкий был до этого воеводой, в Москву скованными. В итоге князь Иван Васильевич Сицкий был лишен боярства и пострижен в монашество с именем Сергия в Кожеозерском монастыре, основанным преподобным Серапионом около 1565 года и находившемся в Каргопольском уезде. Жена его, Евфимия Никитична, пострижена с именем Евдокии в пустыни Сунского Острога на Белом Озере, где и умерла 8 апреля 1602 года. 
Сам Василий не был пострижен и жил в Кожеозерском монастыре или поблизости от него. После смерти отца в 1608 году Василий вызван в Москву и по дороге умерщвлён. Женат он не был, детей не оставил.